# 린쩌시
린쩌시(중국어 정체자: 林則希, 병음: Lín Zéxī, 한자음: 임칙희, 1984년 12월 16일 ~ )는 대만의 배우이다. 본명은 린인하오(林尹皓)이다.

## 방송
- 춘화망로
- 천도